# Universidad de Tel Aviv

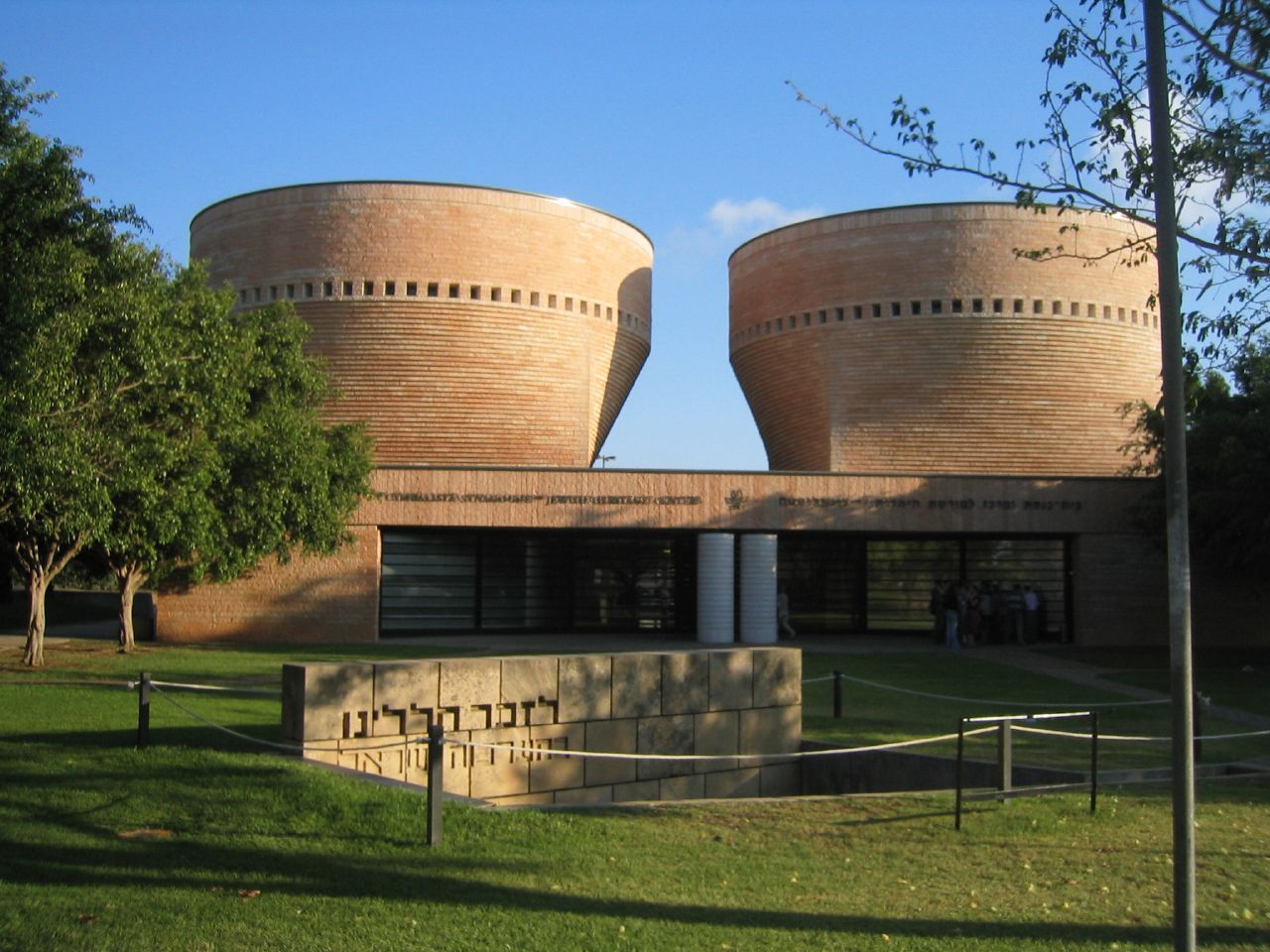
Sinagoga en la Universidad de Tel Aviv.

La Universidad de Tel Aviv (TAU) (en hebreo: אוניברסיטת תל אביב‎, Universitat Tel Aviv) es una universidad pública localizada en Ramat Aviv, Israel. En 2006 estudiaban en la TAU 29.000 estudiantes.

## Historia
Fue fundada en 1956, como resultado de la unión de las escuelas de economía y leyes, así como de los institutos de ciencias naturales y de estudios jurídicos de Tel Aviv.
En 1963 recibe la autonomía de la municipalidad de Tel Aviv y sus campus fueron establecidos en Ramat Aviv, un suburbio al norte de Tel Aviv.
TAU International es un programa de intercambio internacional de la universidad, se caracteriza por la impartición de clases en inglés para estudiantes de intercambio. Tiene disponibles programas de grado y cursos semestrales.

## Clasificación
En 2010 QS World University Rankings clasificó a la Universidad de Tel Aviv en el puesto 138.º en el mundo, siendo así la segunda universidad de más alta clasificación en Israel. Sus clasificaciones por asignatura fueron: 184.º en Artes y Humanidades, 175.º en Ingeniería y Tecnología de la información (IT), 226.º en Biología y Biomedicina, 75.º en Ciencias Naturales, y 121.º en Ciencias Sociales.
La universidad tiene programas de estudio para alumnos de países como Estados Unidos, Francia, Brasil, Argentina y México, además mantiene acuerdos de intercambio con 35 universidad internacionales.

## Facultades

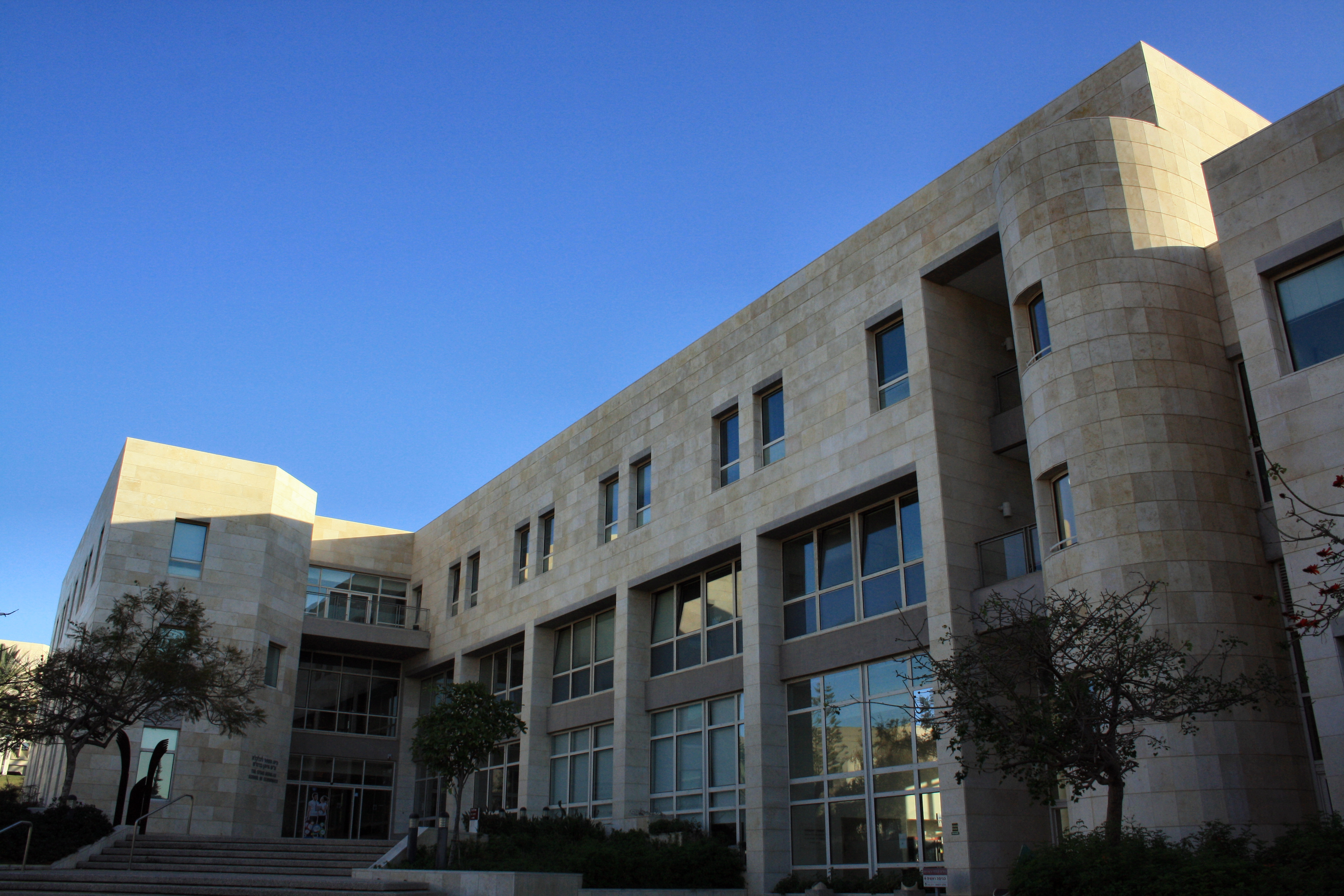
Edificio de la facultad de economía.

La universidad posee actualmente 9 facultades, 106 departamentos y 90 institutos de investigación. En ella estudian alrededor de 29.000 estudiantes.
- - Facultad Yolanda y David Katz, de Artes;[5]
  - Facultad Iby y Aladar Fleischman, de Ingeniería;[6]
  - Facultad Raymond y Beverly Sackler, de Ciencias Exactas;[7]
    - Observatorio Wise en Mitzpe Ramon

  - Facultad Lester y Sally Entin de Humanidades;[8]
  - Facultad Buchmann, de Derecho;[9]
  - Facultad George S. Wise, de Biología;[10]
  - Facultad de Graduación de Administración de Empresas Leon Recanati, de Administración;[11]
  - Facultad Sackler, de Medicina;[12]
  - Facultad Gershon H. Gordon, de Ciencias Sociales;[13]